# Andreas Beck (tenista)
Andreas Beck (* 5. února 1986, Weingarten, Německo) je současný německý profesionální tenista. Ve své dosavadní kariéře zatím nevyhrál na okruhu ATP žádný turnaj.

## Finálové účasti na turnajích ATP (2)

### Dvouhra - prohry (1)
| Legenda                                                       |
| ATP International Series Gold / ATP World Tour 500 Series (0) |
| ATP International Series / ATP World Tour 250 Series (1)      |

| Č. | Datum         | Turnaj            | Povrch | Vítěz           | Výsledek    |
| 1. | 2. srpen 2009 | Gstaad, Švýcarsko | antuka | Thomaz Bellucci | 6-4, 7-6(2) |

### Čtyřhra - prohry (1)
| Legenda                                                  |
| ATP International Series / ATP World Tour 250 Series (1) |

| Č. | Datum           | Turnaj         | Povrch | Partner           | Vítězové                              | Výsledek |
| 1. | 14. červen 2009 | Halle, Německo | tráva  | Marco Chiudinelli | Christopher Kas Philipp Kohlschreiber | 6-3, 6-4 |

## Davisův pohár
Andreas Beck se zúčastnil 1 zápasu v Davisově poháru za tým Německa s bilancí 0-2 ve dvouhře.

## Postavení na žebříčku ATP na konci sezóny

### Dvouhra
| Rok    | 2002  | 2003   | 2004   | 2005   | 2006   | 2007   | 2008   |
| Pořadí | 1285. | ▲ 699. | ▲ 325. | ▲ 289. | ▲ 228. | ▲ 207. | ▲ 110. |

### Čtyřhra
| Rok    | 2003 | 2004   | 2005   | 2006   | 2007   | 2008   |
| Pořadí | 759. | ▲ 566. | ▲ 344. | ▼ 628. | ▲ 357. | ▲ 269. |